# نیکولای کارپف
نیکولای کارپف (انگلیسی: Nikolai Karpov; ۸ نوامبر ۱۹۲۹ – ۷ نوامبر ۲۰۱۳) بازیکن هاکی روی یخ اهل اتحاد جماهیر شوروی سوسیالیستی بود.